# روکا دی نتو
روکا دی نتو (به ایتالیایی: Rocca di Neto) یک کومونه در ایتالیا است که در استان کروتون واقع شده‌است. روکا دی نتو ۴۳ کیلومتر مربع مساحت و ۵٬۶۵۷ نفر جمعیت دارد و ۱۸۰ متر بالاتر از سطح دریا واقع شده‌است.